# Stolberg (série télévisée)
Stolberg ou, à partir de la saison 2, Kommissar Stolberg, est une série télévisée allemande en cinquante épisodes de 60 minutes diffusée entre le 27 octobre 2006 et le 2 mars 2013 sur ZDF.
Cette série est inédite dans tous les pays francophones.

## Synopsis
Le commissaire Stolberg travaille au commissariat de Düsseldorf.

## Fiche technique
- Réalisation : Michael Schneider (21 épisodes, 2006-2013), Ulrich Zrenner (6 épisodes, 2007-2011), Martin Eigler (de) (3 épisodes, 2009-2013), Matti Geschonneck (2 épisodes, 2006), Peter Keglevic (2 épisodes, 2006), Markus Imboden (2 épisodes, 2007), Christine Hartmann (de) (2 épisodes, 2008), René Heisig (de) (2 épisodes, 2008), Tobias Ineichen (de) (2 épisodes, 2009), Fílippos Tsítos (2 épisodes, 2010), Tom Zenker (2 épisodes, 2010), Andi Niessner (2 épisodes, 2012), Peter Payer (de) (2 épisodes, 2013)
- Scénario : Sönke Lars Neuwöhner (14 épisodes, 2006-2012), Jörg von Schlebrügge (12 épisodes, 2006-2013), Natalia Geb (9 épisodes, 2006-2012), Sven S. Poser (de) (6 épisodes, 2008-2013), Denise Schöwing (6 épisodes, 2008-2013), Meriko Gehrmann (5 épisodes, 2006-2011)...
- Musique : Nikolaus Glowna (18 épisodes, 2006-2010), Dirk Leupolz (de) (17 épisodes, 2008-2013), Siggi Mueller (16 épisodes, 2006-2010), Fabian Römer (de) (11 épisodes, 2007-2013)...
- Société de production : Network Movie (de), ZDF
- Pays d'origine :  Allemagne
- Langue : allemand
- Genre : Policier
- Durée : 50 épisodes de 60 minutes (huit saisons)
- Date de première diffusion :
  -  Allemagne : 27 octobre 2006 sur ZDF.

## Distribution
- Rudolf Kowalski (de) : Martin Stolberg, commissaire principal
- Eva Scheurer (de) : Dr Hannah Voskort, médecin légiste (depuis la saison 3)
- Wanja Mues : Nico Schreiber, inspecteur (depuis la saison 5)
- Jasmin Schwiers : Svenja Landau, inspectrice (saisons 7 et 8)
- Victoria Mayer (de) : Sofia Lechner, inspectrice (saisons 1 à 3)
- Aurel Manthei (de) : Florian Glade, inspecteur (saisons 1 à 4, abattu par un assassin lors de son arrestation. Manthei demandait à partir de la série)
- Annett Renneberg : Catharina Brandt, inspectrice (saisons 4 à 6, repart à Berlin après un congé maternité)

## Liste des épisodes

### Première saison (2006)
- (1.1) Todsicher
Première diffusion : 27 octobre 2006, Réalisation : Matti Geschonneck, scénario : Frank Göhre et Christoph Benkelmann
Distribution : Kai Wiesinger, Laura-Charlotte Syniawa, Martina Eitner-Acheampong
- (1.2) Hexenjagd
Première diffusion : 3 novembre 2006, Réalisation : Matti Geschonneck, scénario : Sönke Lars Neuwöhner
Distribution : Christian Näthe, Katharina Abt, Stefanie Schmid, Max Felder
- (1.3) Kreuzbube
Première diffusion : 10 novembre 2006, Réalisation : Peter Keglevic, scénario : Jan von der Bank et Sönke Lars Neuwöhner
Distribution : Christoph Waltz, Anna Loos, Thomas Anzenhofer
- (1.4) Du bist nicht allein
Première diffusion : 17 novembre 2006, Réalisation : Peter Keglevic, scénario : Sönke Lars Neuwöhner et Natalia Geb
Distribution : Alice Dwyer, Nina Kronjäger, Dominic Raacke, Katja Weitzenböck
- (1.5) Flüchtige Begegnung
Première diffusion : 24 novembre 2006, Réalisation : Michael Schneider, scénario : Arne Laser et Meriko Gehrmann
Distribution : Tobias Oertel, Max Gertsch, Katharina Wackernagel, Jule Ronstedt
- (1.6) Vaterliebe
Première diffusion : 1er décembre 2006, Réalisation : Michael Schneider, scénario : Jörg von Schlebrügge
Distribution : Herbert Knaup, Katharina Schüttler, Hannah Herzsprung

### Deuxième saison (2007-2008)
- (2.1) Der Sonnenkönig
Première diffusion : 21 septembre 2007, Réalisation : Ulrich Zrenner, scénario : Natalia Geb
Distribution : Axel Milberg, Pauline Knof, Alissa Jung
- (2.2) Vermisst
Première diffusion : 26 octobre 2007, Réalisation : Markus Imboden, scénario : Jörg von Schlebrügge et Hannah Hollinger
Distribution : Udo Samel, Jasmin Schwiers, Marvin Linke
- (2.3) Gekauftes Glück
Première diffusion : 30 novembre 2007, Réalisation : Ulrich Zrenner, scénario : Jörg von Schlebrügge, Hannah Hollinger
Distribution : Kathrin Ackermann, Ulrike Kriener, Christoph M. Ohrt, Johannes Zirner, Simone Hanselmann, Katja Liebing, Markus Kirschbaum
- (2.4) Die letzte Vorstellung
Première diffusion : 28 décembre 2007, Réalisation : Markus Imboden, scénario : Meriko Gehrmann et Arne Laser
Distribution : Sunnyi Melles, Susanna Simon, Marie Zielcke, Lenn Kudrjawizki, Matthias Matschke, Rainer Sellien
- (2.5) Eisprinzessin
Première diffusion : 8 février 2008, Réalisation : Michael Schneider, scénario : Sven S. Poser
Distribution : Janina Stopper, Charlotte Schwab, Dietmar Mues, Michael Schenk, Florian Bartholomäi, Josefine Preuß, Roland Koch, Markus Hoffmann
- (2.6) Toter Engel
Première diffusion : 15 février 2008, Réalisation : Christine Hartmann, scénario : Alexander Adolph
Distribution : Florian Martens, Thomas Feist, Martin Stührk, Antonio Wannek, Kathrin von Steinburg, Heike Trinker, Bettina Lamprecht, Arno Kempf, Hanno Friedrich, Thomas Fehlen
- (2.7) Tod im Wald
Première diffusion : 22 février 2008, Réalisation : Christine Hartmann, scénario : Sönke Lars Neuwöhner
Distribution : Hanna Schygulla, Volkmar Kleinert (de), Adam Oest, Joram Voelklein, Janina Sachau, Ernst Stölzer, Wolfgang Pregler, Hans Jochen Wagner
- (2.8) Irrlichter
Première diffusion : 29 février 2008, Réalisation : Michael Schneider, scénario : Jörg von Schlebrügge et Hannah Hollinger
Distribution : Loretta Pflaum, Marek Harloff, Peter Lerchbaumer, Petra Kelling, Arved Birnbaum, Laura Tonke, Rainer Strecker, Jörg Ratjen

### Troisième saison (2008-2009)
- (3.1) Freund et Helfer
Première diffusion : 7 novembre 2008, Réalisation : Michael Schneider, scénario : Sönke Lars Neuwöhner et Natalia Geb
Distribution : Jürgen Tonkel (en), Marlon Kittel, Robert Höller, Natalia Rudziewicz, Andreas Schmidt, Stephan Grossmann, Tilo Prückner, Steffi Kühnert, Joseph M’Barek
- (3.2) Gespenster
Première diffusion : 14 novembre 2008, Réalisation : Michael Schneider, scénario : Sven S. Poser et Denise Schöwing
Distribution : Ulrike Krumbiegel (de), André Hennicke, Anna Schudt, Kilian Schüler, Sophia Abtahi, Felix Bold, Ben Unterkofler, Anja Lais
- (3.3) Die besten Jahre
Première diffusion : 21 novembre 2008, Réalisation : René Heisig, scénario : Stefan Dähnert et Christoph Benkelmann
Distribution : Robert Gwisdek, Nadja Bobyleva, André Jung, Tino Mewes, Ludwig Blochberger, Daniel Roesner, Isis Krüger
- (3.4) Blutgrätsche
Première diffusion : 28 novembre 2008, Réalisation : René Heisig, scénario : Arne Laser et Meriko Gehrmann
Distribution : Denis Moschitto, Maya Bothe, Felix Vörtler, Carlo Ljubek, Enno Hesse, Prodromos Antoniadis, Meike Droste, Andreas Grötzinger
- (3.5) Die zweite Chance
Première diffusion : 6 mars 2009, Réalisation : Ulrich Zrenner, scénario : Melanie Brügel
Distribution : Günter Barton, Josef Heynert, Dirk Martens, Sirk Radzei, Angela Roy, Christoph Zrenner
- (3.6) Die falsche Frau
Première diffusion : 13 mars 2009, Réalisation : Ulrich Zrenner, scénario : Natalia Geb et Sönke Lars Neuwöhner
Distribution : Matthias Brandt, Katja Lechthaler, Tobias Licht, Adrian Topol, Jennifer Ulrich, Christof Wackernagel
- (3.7) Die Nacht vor der Hochzeit
Première diffusion : 20 mars 2009, Réalisation : Martin Eigler, scénario : Hannah Hollinger et Jörg von Schlebrügge
Distribution : Ulrich Noethen, Birge Schade, Dirk Borchardt, Jale Arıkan, Karoline Teska, Wolf-Dietrich Sprenger
- (3.8) Die Tote vom Fluss
Première diffusion : 27 mars 2009, Réalisation : Martin Eigler, scénario : Martin Eigler et Sönke Lars Neuwöhner
Distribution : Sibylle Canonica, Susanne Pätzold, Fritz Roth, Wolfgang Rüter, Jan Henrik Stahlberg, Erdal Yıldız

### Quatrième saison (2009-2010)
- (4.1) Kreuzzug
Première diffusion : 23 octobre 2009, Réalisation : Michael Schneider, scénario : Sven S. Poser, Denise Schöwing
Distribution : Oliver Stokowski, Peter Franke, Sylvia Schwarz, Theo Pfeifer, Rainer Laupichler
- (4.2) Requiem
Première diffusion : 30 octobre 2009, Réalisation : Michael Schneider, scénario : Natalia Geb, Sönke Lars Neuwöhner
Distribution : Tim Bergmann, Michael Lott, Franziska Walser, Peter Sattmann, Alice Dwyer, Andreas Windhuis, Johannes Allmayer, Gundula Rapsch, Thomas Dannemann, Hendrik Arnst (de)
- (4.3) Am Tag danach
Première diffusion : 6 novembre 2009, Réalisation : Tobias Ineichen, scénario : Meriko Gehrmann, Arne Laser
Distribution : Susanne Lothar, Katharina Lorenz, Michael Wittenborn, Hans Peter Hallwachs
- (4.4) Ein starker Abgang
Première diffusion : 13 novembre 2009, Réalisation : Tobias Ineichen, scénario : Jörg von Schlebrügge
Distribution : Peter Lohmeyer, Ole Puppe, Karina Plachetka
- (4.5) Bei Anruf Mord
Première diffusion : 16 avril 2010, Réalisation : Michael Schneider, scénario : Sönke Lars Neuwöhner
Distribution : Daniel Drewes, Marie-Lou Sellem, Krystian Martinek, Marita Marschall, Irene Kugler, Nicole Ernst, Manuel Cortez
- (4.6) Eine Frage der Ehre
Première diffusion : 23 avril 2010, Réalisation : Tom Zenker, scénario : Jochen Pahl
Distribution : Nina Fog, Hyun Wanner, Marleen Lohse, Tonio Arango, Peter Kremer
- (4.7) Schrei nach Liebe
Première diffusion : 30 avril 2010, Réalisation : Tom Zenker, scénario : Melanie Brügel
Distribution : Martin Lindow, Johanna Gastdorf, Kai Malina, Timo Dierkes, Oliver Bröcker, Petra Kleinert
- (4.8) Das Mädchen et sein Mörder
Première diffusion : 7 mai 2010, Réalisation : Michael Schneider, scénario : Roderick Wahrich
Distribution : Harald Schrott, Maria Kwiatkowsky, Janna Striebeck, Despina Pajanou, Alexandra von Schwerin

### Cinquième saison (2010-2011)
- (5.1) Der Freund von früher
Première diffusion : 12 novembre 2010, Réalisation : Michael Schneider, scénario : Roderick Wahrich, Jörg von Schlebrügge
Distribution : Thomas Sarbacher, Cosma Shiva Hagen, Max Simonischek, Rene Ifrah
- (5.2) Familienbande
Première diffusion : 19 novembre 2010, Réalisation : Michael Schneider, scénario : Denise Schöwing, Sven S. Poser
Distribution : Walter Sittler, Matthias Koeberlin, Melika Foroutan, Torben Liebrecht
- (5.3) Nachtgestalten
Première diffusion : 26 novembre 2010, Réalisation : Filippos Tsitos, scénario : Sönke Lars Neuwöhner, Natalia Geb
Distribution : Katharina Böhm, Barnaby Metschurat, Emma Grimm, Maurizio Magno, André Hennicke
- (5.4) Ehebruch
Première diffusion : 3 décembre 2010, Réalisation : Filippos Tsitos, scénario : Jörg von Schlebrügge
Distribution : Axel Prahl, Birge Schade, Mark Waschke, Vlatka Alec
- (5.5) Geld oder Liebe
Première diffusion : 29 avril 2011, Réalisation : Michael Schneider, scénario : Meriko Gehrmann
Distribution : Nicholas Reinke, Christina Plate, Jannis Niewöhner, Hans Holzbecher, Alexandra Schalaudek, Johannes Flachmeyer
- (5.6) Abgezockt
Première diffusion : 6 mai 2011, Réalisation : Michael Schneider, scénario : Clemens Murath
Distribution : Pierre Besson, Valerie Niehaus, Mario Irrek, Bettina Engelhardt, Erdal Yıldız, Nana Krüger, Julia Bremermann
- (5.7) Drei Frauen
Première diffusion : 13 mai 2011, Réalisation : Michael Schneider, scénario : Florian Iwersen
Distribution : Désirée Nosbusch, Hermann Beyer, Gundula Rapsch, Thomas Weber-Schallauer, Kirsten Block, Rebecca Rudolph, Peter Nottmeier
- (5.8) Zwischen den Welten
Première diffusion : 20 mai 2011, Réalisation : Ulrich Zrenner, scénario : Peter Petersen, AndrPremière diffusion : Uphaus
Distribution : Katharina Abt, Liv Lisa Fries, Frederick Lau, Catrin Striebeck, Michael Brandner, Peter Espeloer, Peter Clös, Petra Fischer

### Sixième saison (hiver 2012)
- (6.1) Krieger
Première diffusion : 7 janvier 2012, Réalisation : Michael Schneider, scénario : Jochen Pahl
Distribution : Oliver Stokowski, Jule Ronstedt, Michael Roll, Tom Gramenz, Marc Ben Puch
- (6.2) Der Mann, der weint
Première diffusion : 14 janvier 2012, Réalisation : Michael Schneider, scénario : Jörg von Schlebrügge, Denise Schöwing
Distribution : Gerald Alexander Held, Marion Kracht, Wolf-Niklas Schykowski, Felix Vörtler, Margret Völker, Christina Hecke, Sascha Nathan
- (6.3) Blutsbrüder
Première diffusion : 21 janvier 2012, Réalisation : Andi Niessner, scénario : Denise Schöwing, Sven S. Poser
Distribution : Martin Feifel, Rahul Chakraborty, Robert Gallinowski, Sergej Moya, Pit Bukowski, Eva Scheurer, Naomi Krauss, Maria Ehrich, Saskia Fischer
- (6.4) Tödliches Netz
Première diffusion : 28 janvier 2012, Réalisation : Andi Niessner, scénario : Sönke Lars Neuwöhner, Natalia Geb
Distribution : Michaela May, Rahul Chakraborty, Lavinia Wilson, Robert Hunger-Bühler, Nikolai Kinski, Claudia Lenzi, Christian Aumer

### Septième saison (été 2012)
- (7.1) Trance
Première diffusion : 3 juillet 2012, Réalisation : Michael Schneider, scénario : Jörg von Schlebrügge
Distribution : Bernd Stegemann, Martin Brambach, Jella Haase, Constantin von Jascheroff, Antoine Monot, Jr., Heike Trinker
- (7.2) Unter Feuer
Première diffusion : 10 juillet 2012, Réalisation : Michael Schneider, scénario : Natalia Geb, Sönke Lars Neuwöhner
Distribution : Andreas Grötzinger, Hannes Hellmann, Martin Hohner, Klara Manzel, Devid Striesow, Markus Tomczyk
- (7.3) Im Dunkeln
Première diffusion : 17 juillet 2012, Réalisation : Michael Schneider, scénario : Jörg von Schlebrügge
Distribution : Jürgen Haug, Petra Kleinert, Renate Krößner, Alina Levshin, Sven Pippig, Eva Scheurer
- (7.4) Klassenkampf
Première diffusion : 24 juillet 2012, Réalisation : Michael Schneider, scénario : Sönke Lars Neuwöhner, Natalia Geb
Distribution : Leonard Carow, Catherine Flemming, Alina Levshin, Thomas Balou Martin, Marija Mauer, Jeremy Mockridge, Rick Okon, Eva Scheurer

### Huitième saison (2013)
- (8.1) Der verlorene Sohn
Première diffusion : 12 janvier 2013, Réalisation : Michael Schneider, scénario : Denise Schöwing, Sven S. Poser
Distribution : Alina Levshin, Marcus Mittermeier, Sonja Baum, Hanns Zischler, Oliver Breite, Louis Hofmann, Guido Renner
- (8.2) Himmel et Hölle
Première diffusion : 26 janvier 2013, Réalisation : Peter Payer, scénario : Jörg von Schlebrügge
Distribution : Alina Levshin, Nadja Bobyleva, Simon Schwarz, Ivan Shvedoff, Alexander Hörbe, LPremière diffusion : Thomas, Felix Rech, Yorck Dippe
- (8.3) Die Frankenberg-Protokolle
Première diffusion : 9 février 2013, Réalisation : Peter Payer, scénario : Clemens Murath
Distribution : Suzanne von Borsody, Branko Samarovski, Anna Thalbach, Andreas Lust, Lea Mornar, Tilo Prückner
- (8.4) Die Unsichtbaren
Première diffusion : 2 mars 2013, Réalisation : Martin Eigler, scénario : Martin Eigler
Distribution : Stephan Kampwirth, Thorsten Merten, Matthias Bundschuh, Olivia Pascal, Joan Pascu, Katharina Nestyowa, Alena Vatutina. Dimitri Bilov, Nikolaus Szentmiklosi, Michaela Breit, Severin von Hoensbroech

## Source de traduction
- (de) Cet article est partiellement ou en totalité issu de l’article de Wikipédia en allemand intitulé « Stolberg (Fernsehserie) » (voir la liste des auteurs).